# Unter den Linden

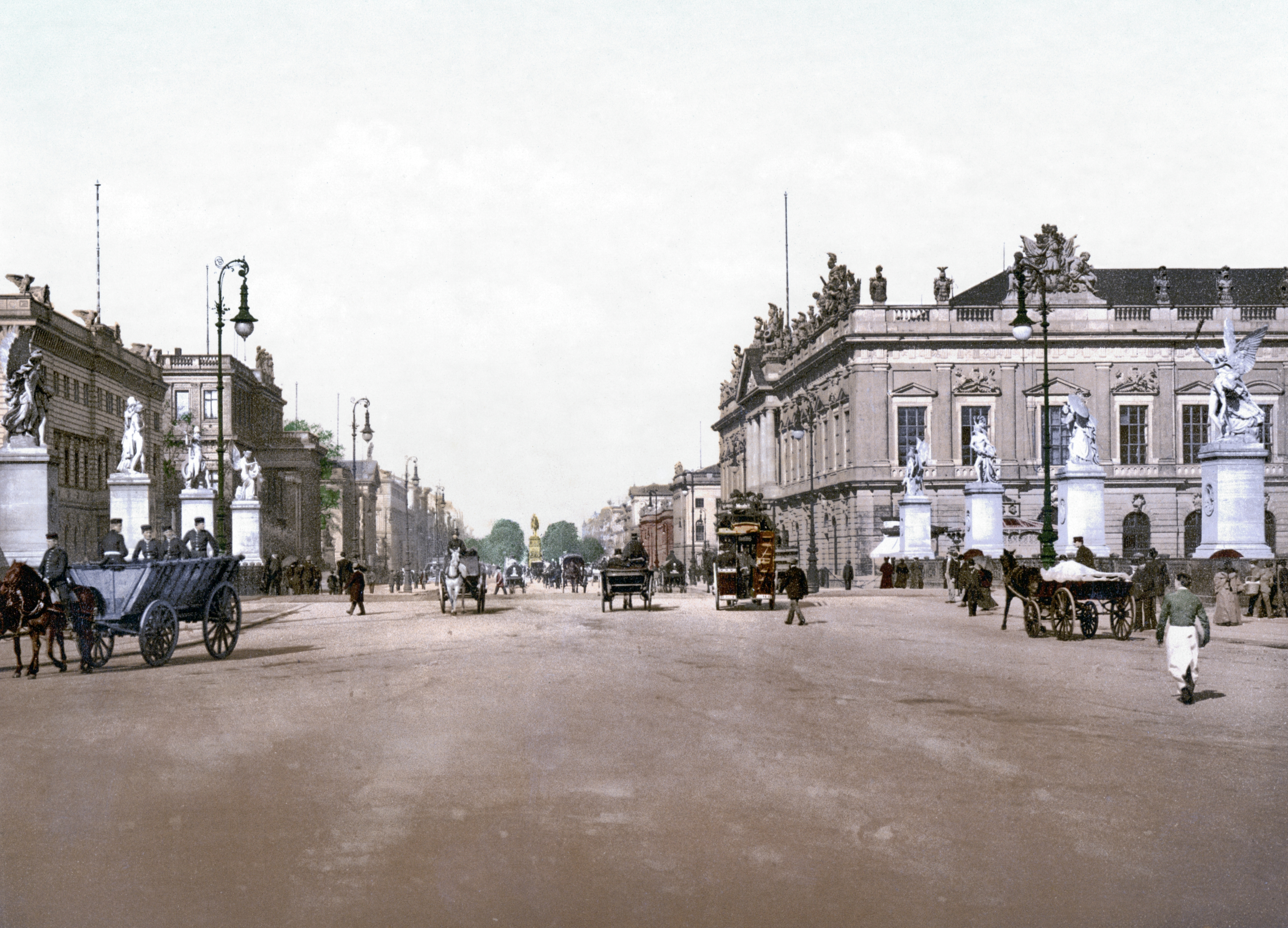
Unter den Linden rond 1900

Unter den Linden (Nederlands: Onder de Linden) is een van de bekendste lanen in de Duitse hoofdstad Berlijn. Deze laan was de praalweg van Pruisische koningen en Duitse keizers en de flaneerlaan van de bourgeoisie. Later is het de laan van de commerciële industriële revolutie en tevens de laan van het triomferende socialisme van de toenmalige DDR geworden. Als men langs deze laan loopt van de Brandenburger Tor tot aan de Alexanderplatz over de Schloßbrücke vanaf welke zij de Karl-Liebknecht-Straße heet, krijgt men binnen een afstand van 2 kilometer veel belangrijke bezienswaardigheden van Berlijn te zien.
Loopt men onder de Brandenburger Tor (waar vroeger de Berlijnse Muur was) door, dan komt men op de Straße des 17. Juni, Bismarckstraße, Kaiserdamm en Heerstraße. Het geheel is 11,5 km lang.
De weg leidde ooit naar de koninklijke jachtvelden, waarop later de Tiergarten werd aangelegd. In de 17de eeuw werd de straat beplant met lindebomen, waaraan ze ook haar naam dankt. Deze bomen werden rond 1658 verwijderd, maar in 1820 werden er in vier rijen opnieuw linden geplant. In de 18de eeuw werd Unter den Linden de hoofdstraat van de zich in westelijke richting uitbreidende stad. Er verrezen steeds meer prestigieuze bouwwerken, die na de Tweede Wereldoorlog opnieuw werden opgebouwd.
Sinds de hereniging van Duitsland in 1990 zijn er aan Unter den Linden verschillende cafés en restaurants en een groot aantal winkels geopend. Ook worden er veel evenementen in de open lucht georganiseerd. Rond de boekenstalletjes bij de Humboldt Universität en de Staatsbibliotheek wemelt het vaak van de toeristen en studenten.
Enkele gebouwen aan Unter den Linden zijn:
- Russische ambassade
- Ruiterstandbeeld van Frederik de Grote
- Altes Palais, het paleis van Wilhelm I (Door het raam van het paleis groette hij elke dag zijn onderdanen.)
- Alte Bibliothek
- Humboldt Universiteit
- Berliner Staatsoper
- Staatsbibliothek zu Berlin
- Neue Wache
- Hotel Adlon

Altonaer Straße · 
Amalienstraße · 
Bergmannstraße · 
Berliner Allee ·
Bernauer Straße · 
Bismarckstraße · 
Bornholmer Straße · 
Boxhagener Straße ·
Breite Straße ·
Brüderstraße ·
Brunnenstraße ·
Bülowstraße ·
Bundesallee ·
Danziger Straße ·
Eberswalder Straße ·
Ebertstraße ·
Fasanenstraße ·
Frankfurter Allee ·
Friedrichstraße ·
Gertraudenstraße ·
Greifswalder Straße ·
Halskestraße ·
Hardenbergstraße ·
Hauptstraße ·
Heerstraße ·
Hornstraße ·
Invalidenstraße ·
Judengasse ·
Kaiserdamm ·
Karl-Liebknecht-Straße ·
Karl-Marx-Allee ·
Karl-Marx-Straße ·
Kastanienallee ·
Klosterstraße ·
Kopenhagener Straße ·
Kopernikusstraße ·
Kurfürstendamm ·
Landsberger Allee ·
Lehrter Straße ·
Leipziger Straße ·
Majakowskiring ·
Mehringdamm ·
Mollstraße ·
Motzstraße ·
Mühlendamm · 
Oderberger Straße ·
Oranienburger Straße ·
Oranienstraße ·
Ostseestraße ·
Otto-Braun-Straße ·
Otto-Suhr-Allee ·
Potsdamer Straße ·
Prenzlauer Allee ·
Rathausstraße ·
Rheinstraße ·
Rigaer Straße ·
Rosa-Luxemburg-Straße ·
Rosenthaler Straße ·
Rykestraße ·
Samariterstraße · 
Scheidemannstraße · 
Schwedter Straße ·
Schönhauser Allee ·
Simon-Dach-Straße ·
Spandauer Straße ·
Sredzkistraße ·
Stralauer Allee ·
Straße des 17. Juni ·
Tauentzienstraße ·
Torstraße ·
Unter den Linden ·
Warschauer Straße ·
Wiesbadener Straße ·
Wilhelmstraße (Berlin-Mitte) ·
Wilhelmstraße (Berlin-Spandau)